# Kerimäki

Wappen von Kerimäki

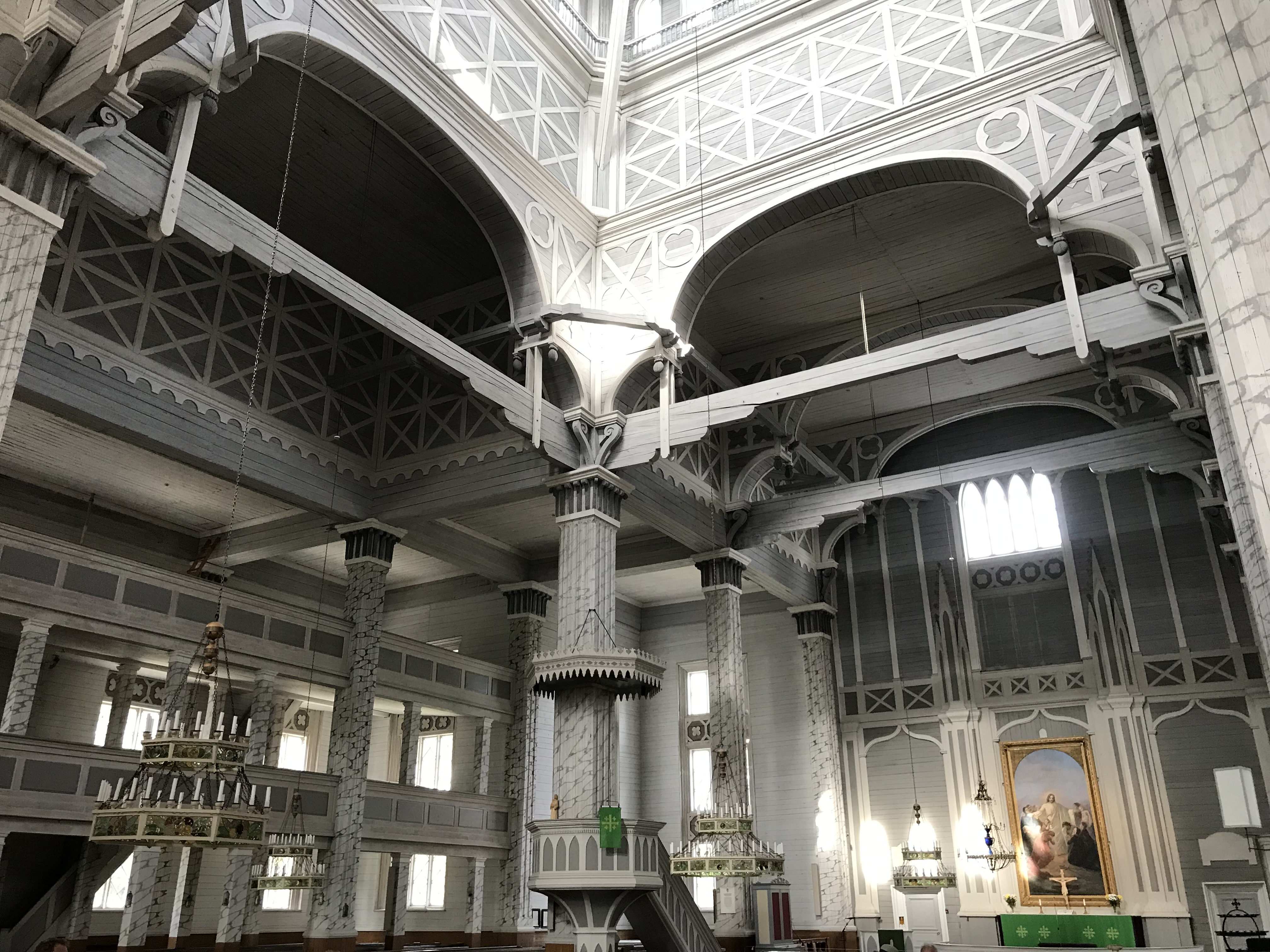
Kirche von innen

Kerimäki [ˈkɛrimæki] ist eine ehemalige Gemeinde in der finnischen Landschaft Südsavo. Seit 2013 ist sie ein Teil der Stadt Savonlinna.
Kerimäki liegt 23 Kilometer östlich des Stadtzentrums von Savonlinna am Westufer des Puruvesi-Sees. Das ehemalige Gemeindegebiet von Kerimäki ist ländlich geprägt und hat eine Fläche von 876,5 Quadratkilometern. Mehr als ein Drittel davon (318,8 Quadratkilometer) besteht aus Binnengewässern. Die Einwohnerzahl der Gemeinde betrug zuletzt 5526 (Stand: 31. Dezember 2012). In Kerimäki befinden sich zwei Siedlungszentren (taajama): Das Kirchdorf Kerimäki, in dem 2486 Menschen leben, und der Ort Anttola mit 293 Einwohnern (Stand: 31. Dezember 2011).

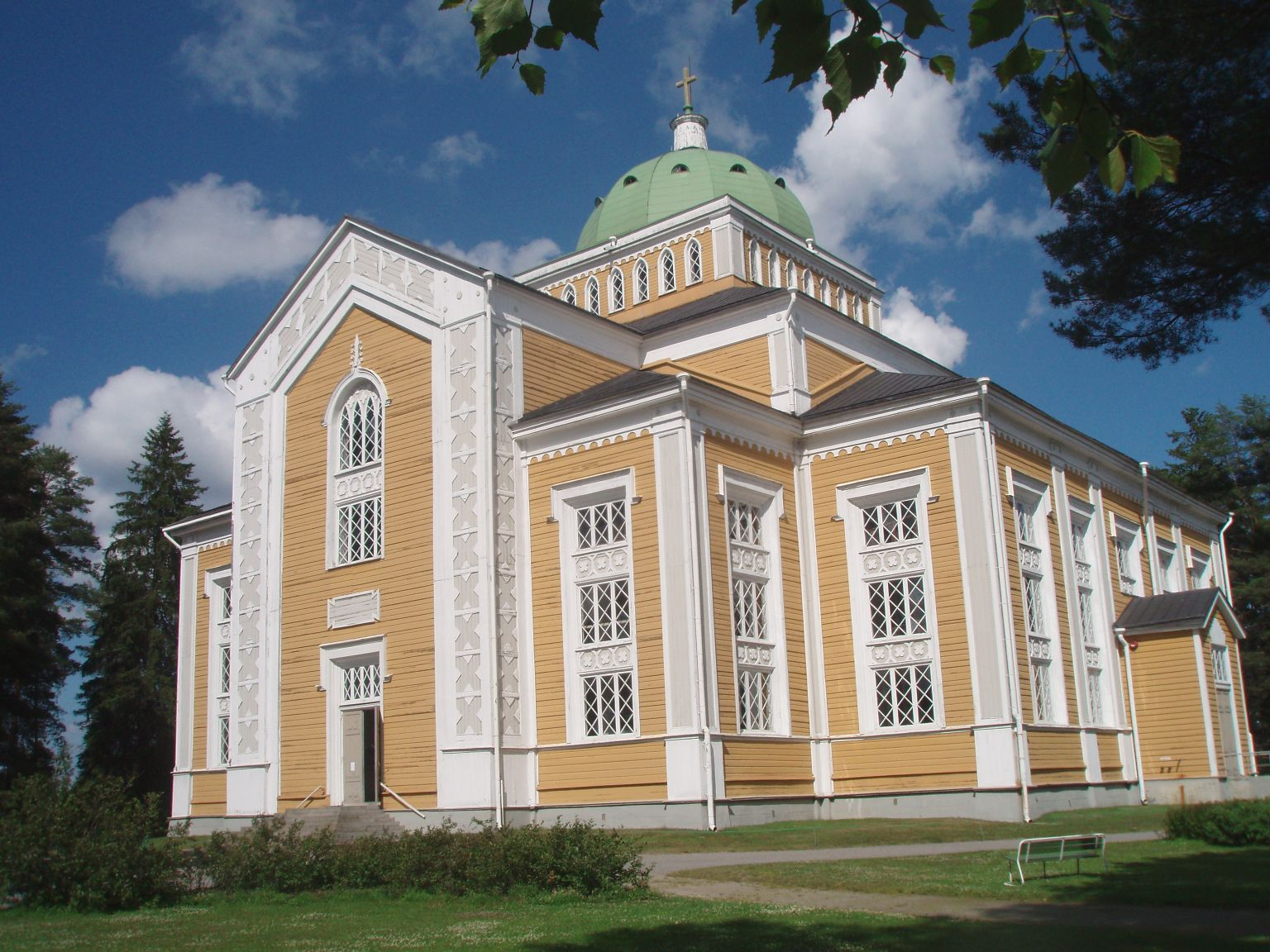
Die Kirche von Kerimäki

Kerimäki wurde um das Jahr 1640 als eigenständiges Kirchspiel aus Sääminki gelöst. Ursprünglich umfasste das Kirchspiel Kerimäki auch Savonranta, Enonkoski und Punkaharju, die sich 1882, 1894 bzw. 1922 selbständig machten. Zum Jahresbeginn 2013 wurde Kerimäki zusammen mit Punkaharju in die Stadt Savonlinna eingemeindet.
Kerimäki ist hauptsächlich wegen der Kirche von Kerimäki, der größten Holzkirche der Welt, bekannt. Sie hat 3400 Sitzplätze; 5000 Menschen können sich gleichzeitig in der Kirche aufhalten. Die Innenmaße der Kirche betragen 45 m Länge × 42 m Breite × 27 m Höhe. Die am 25. September 1847 nach dreijähriger Bauzeit fertiggestellte Kirche wurde am 11. Juni 1848 (Pfingsten) feierlich geweiht. Die neoklassizistische Kuppelkirche weist einen kreuzförmigen Grundriss auf und ist innen in zwei Geschosse geteilt. Der freistehende Glockenstapel ruht auf einem Sockel aus massivem Mauerwerk.
An weiteren Sehenswürdigkeiten beherbergt Kerimäki ein Süßwasserfischereimuseum, ein Freilichtmuseum und ein Fischergut. Kerimäki liegt an der Hauptstraße 71 von Savonlinna nach Kitee. Durch den südlichsten Teil des ehemaligen Gemeindegebiets führen die Staatsstraße 14 und die Eisenbahnlinie von Parikkala über Savonlinna nach Pieksämäki. Der Bahnhof Kerimäki wird von den zwischen Parikkala und Savonlinna verkehrenden Reisezügen bedient.